# 豐田Hiace
豐田Hiace是由日本豐田汽車所生產的一款小型客貨兩用車，於1967年推出市場，至今推出至第6代。

## 车型歷史

### 第一代（H10系）
第一代Hiace於1967年2月推出，初期配容積1.3公升的3P型引擎，馬力56匹（柴油版）／70匹（汽油版），最多可載9人（連司機）。同年10月生產的車改配1.5公升的2R型柴油引擎，馬力77匹，載客量維持不變。
1968年4月，開始推出客貨兩用的型號，全車連司機可載6人，最高載貨量為850公斤。
1969年2月，豐田更把之提高至載12-15人，部分日本本土的Hiace開始改裝為救護車。
1971年2月推出1.6公升的12R型柴油引擎。
1975年10月改配1.8公升的16R型柴油引擎，馬力增至95匹，同時車身長度向後延長38厘米，並停止配用1.3公升汽油引擎。

### 第二代（H20-40系）

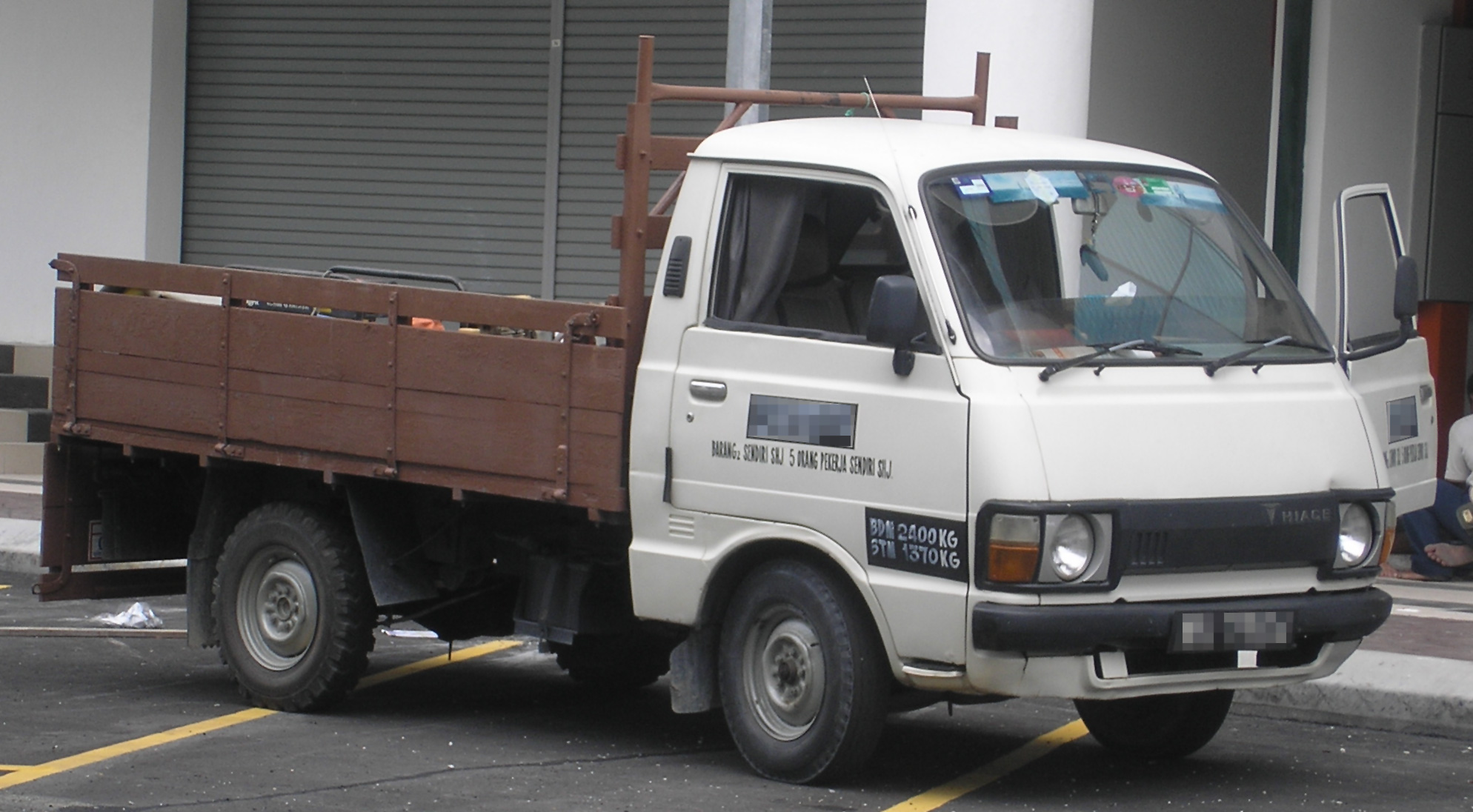
在馬來西亞史里肯邦安的第2代Hiace

於1977年2月推出市場，車頭燈數目由4盞改為2盞。
1979年3月，改配21R-U型柴油引擎，容積1972cc。同年7月，改配2200cc的同型號柴油引擎。
1980年1月，手動變速箱革新，提供第5前速（超比檔，over drive），令車子高速行車時更省油。
1981年1月，推出4前速自動變速箱版本的Hiace。
最後一輛二代Hiace在1985年8月出廠後，正式停產。

### 第三代（H50系）

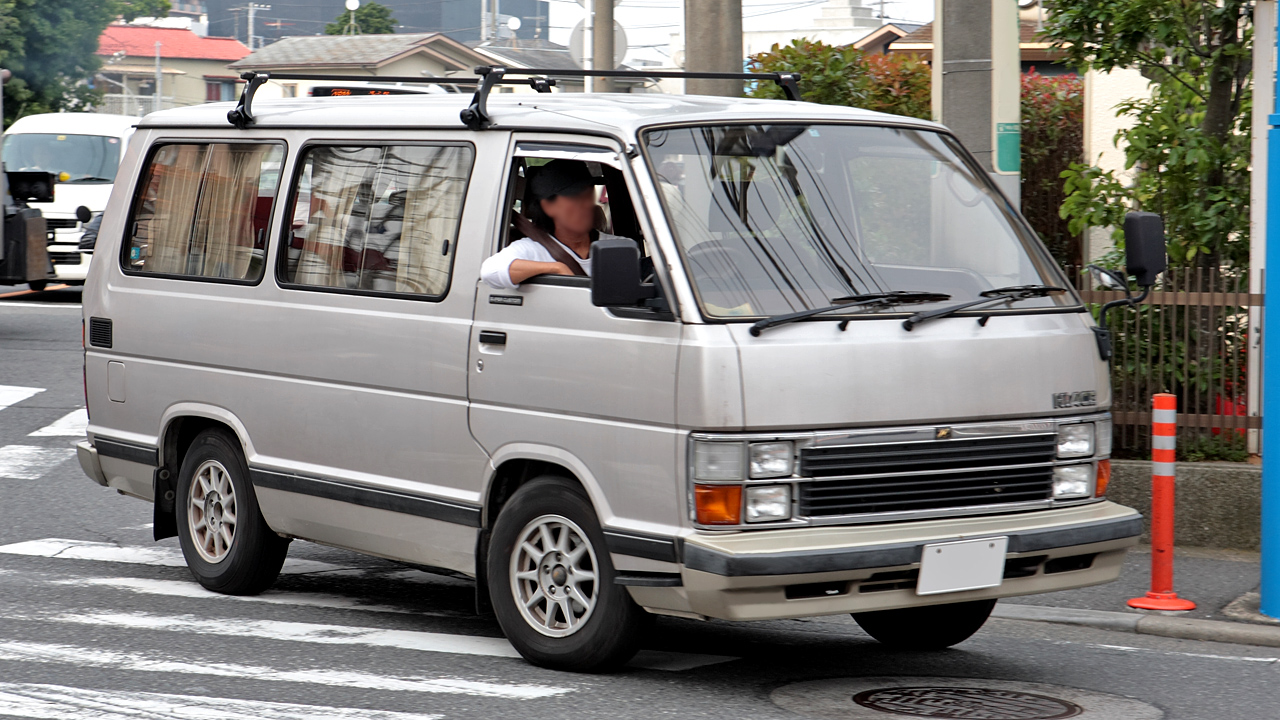
1987年改良版

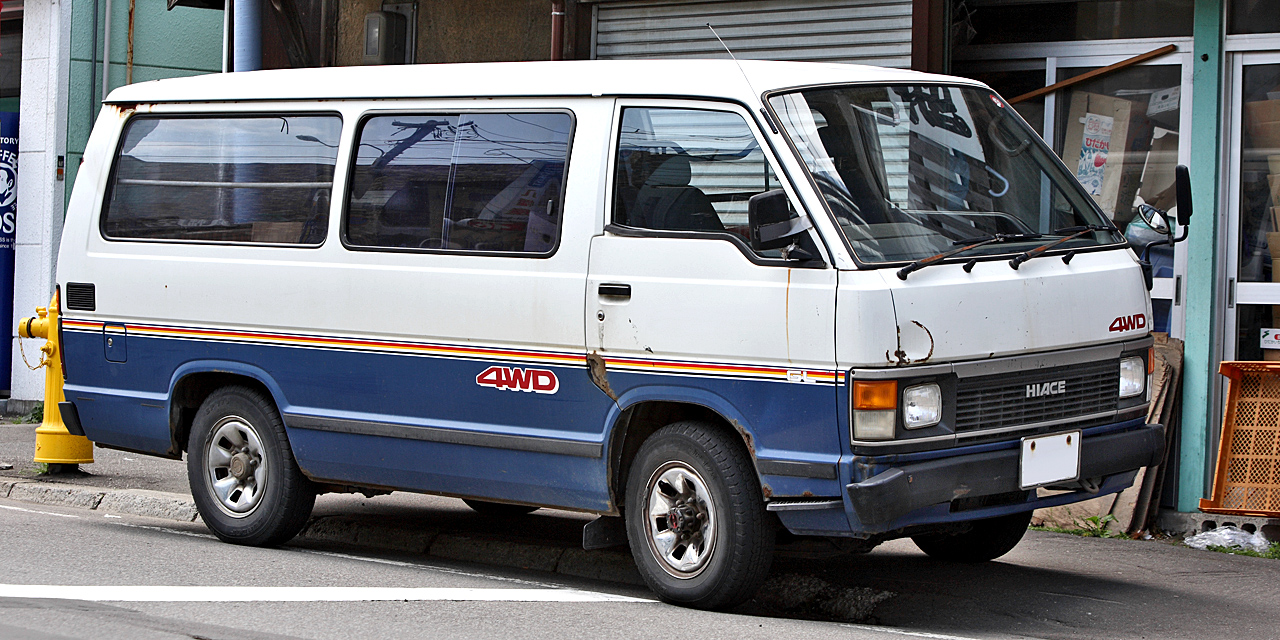
後期3代四驅版本Hiace

在1983年1月推出市場。配用全新開發的3Y型引擎，車頭進氣格柵（俗稱鬼面罩）、擋風玻璃和車身也被更新。
1984年1月，提供2L型柴油引擎（2446cc，最大馬力85匹）予顧客選擇，
1987年8月，車頭鬼面罩作出改良，同時推出四輪驅動版本。

### 第四代（H100系）
在1989年8月推出市場，整個車身以至引擎都經過大革新，包括：
- 車頭燈改為方型。
- 車身更具流線型。
- 配用全新2RZ-E型汽油引擎，容積2438cc，馬力120匹；或3L型柴油引擎，容積2.8公升。

1993年8月，改配符合歐盟一型排氣標準的1KZ-TE型引擎，容積3.0公升。
1996年8月，加入防鎖死煞車系統、司機位安全氣囊作標準配搭。
1998年8月，改配符合歐盟二型排氣標準的5L型柴油引擎，容積3.0公升。
2003年，改配新開發的歐盟三型1TR-FE型引擎。

#### Grand Hiace／歐洲版Hiace

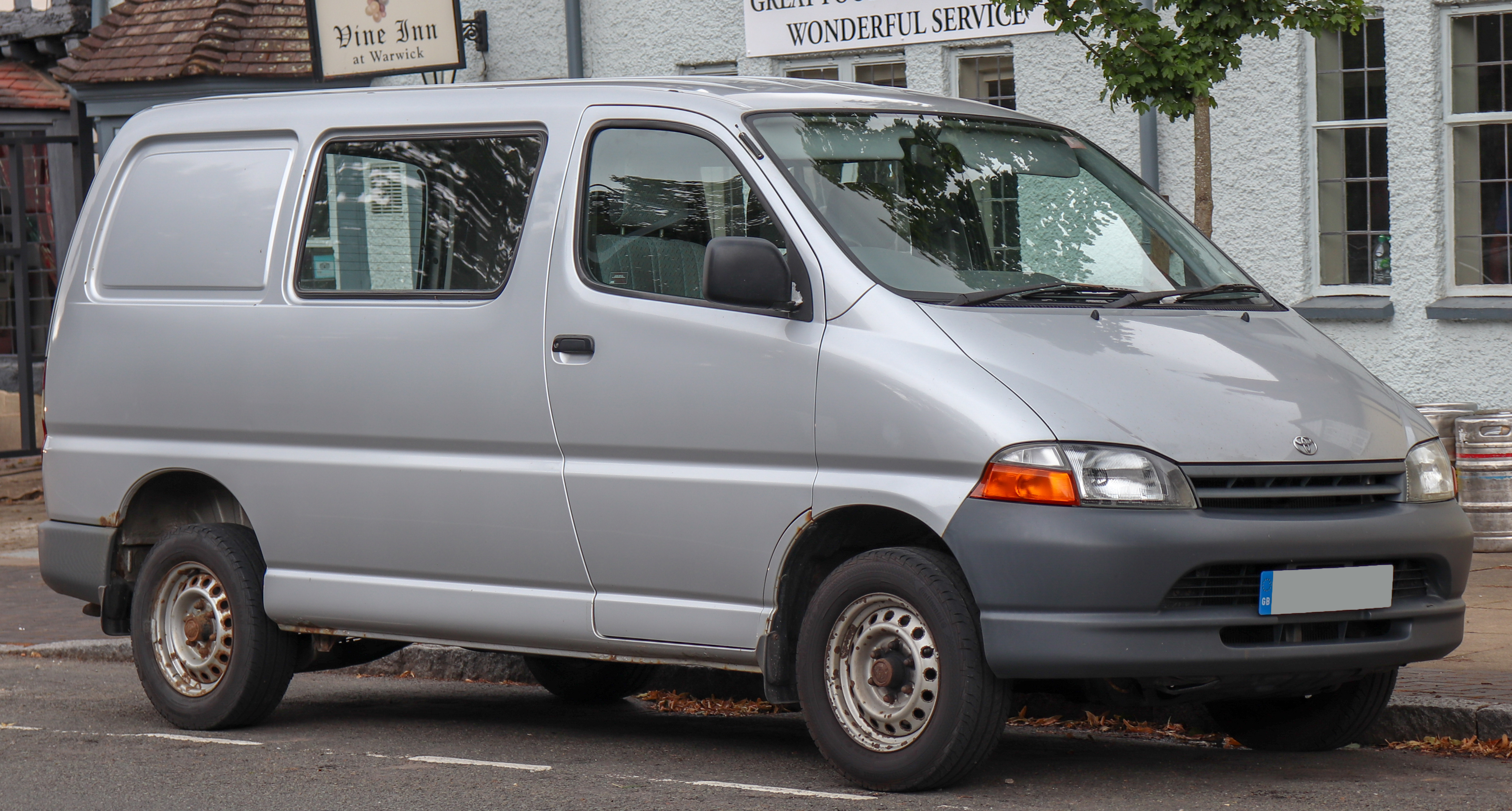
歐洲版Hiace

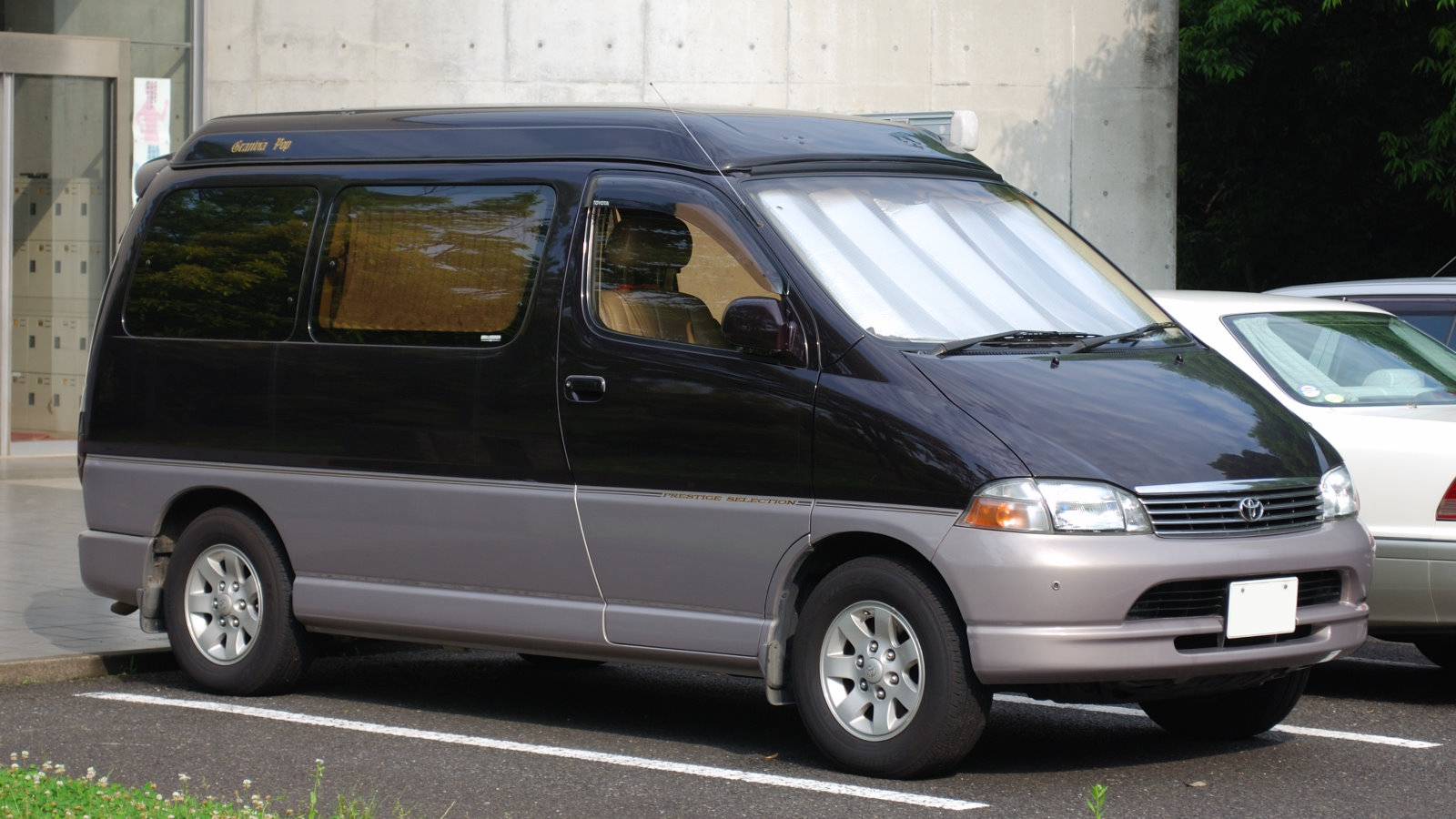
Granvia

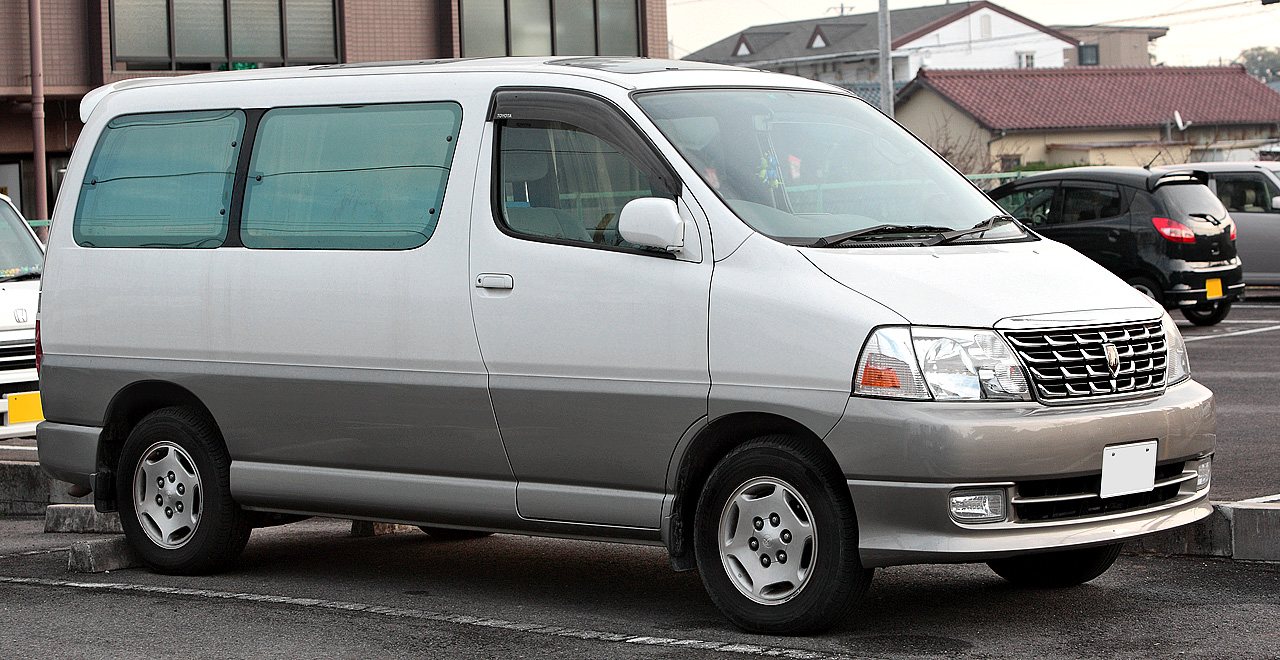
Grand Hiace

Grand Hiace只在1995年於日本本土市場推出，為短車頭型的箱型車，其前輪位置移至駕駛座前方，以提高安全性。配用2.4或3.0公升柴油引擎，或3.4公升汽油引擎。Grand Hiace衍生出高價位的MPV：Hiace Regius、Gravia、Touring Hiace，屬全客車型號。在奧地利被稱作Hiace SBV，搭配1.8公升4KE引擎。與第四代Hiace同樣被第五代Hiace取代。
EuroHiace

### 第五代（H200系）

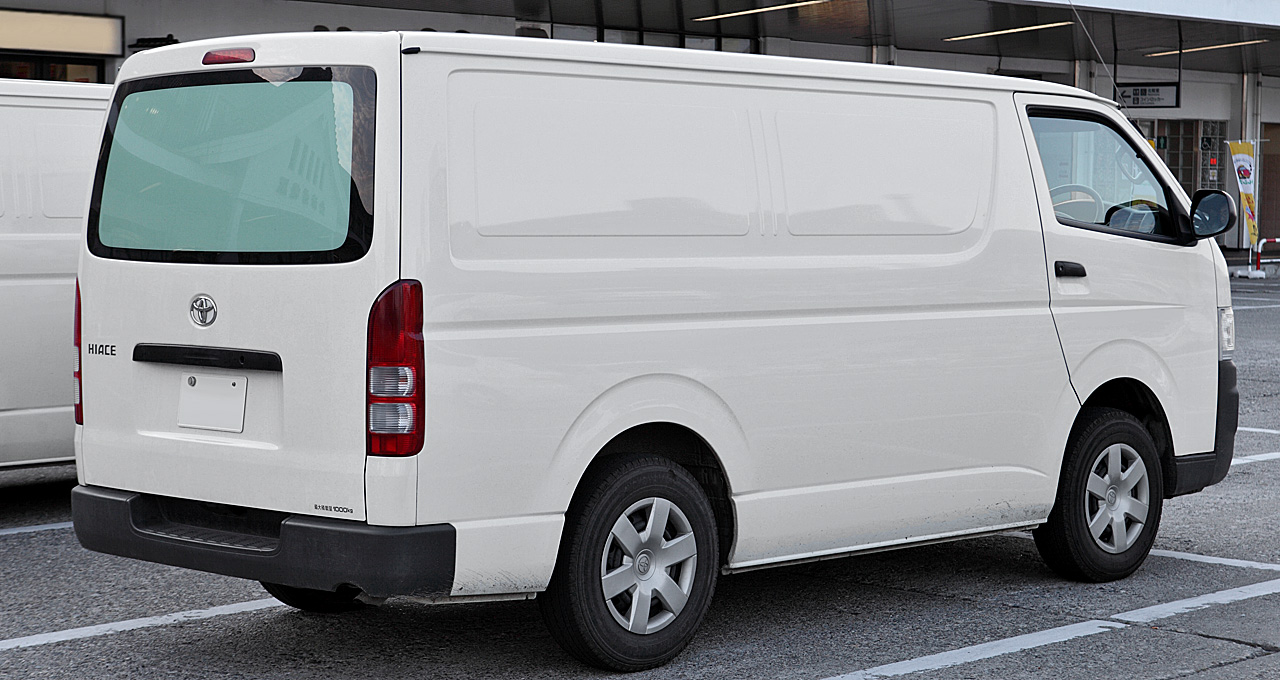
第5代Hiace車尾

2004年8月推出市場，車身闊度較上一代增加了190mm，全車長度約4.7米。配用全新2KD-FTV型柴油渦輪增壓引擎，容積2494cc，馬力109匹；也有提供2TR-FE型2.7公升柴油引擎和1TR-FE型2.0公升汽油引擎以供選擇。
2009年作出改款，改用歐盟四型2KD-FTE型柴油渦輪增壓引擎，容積2494cc，馬力120匹。
2013年作出第二次改款，改用歐盟五型1KD-FTV型柴油渦輪增壓引擎，容積2982cc，馬力130匹。
2014年作出第三次改款，保險桿及鬼面罩更改，中門增添可開啟式車窗。
2016年作出第四次改款，改用歐盟六型1GD-FTV型柴油渦輪增壓引擎，容積2755cc，馬力150匹。

### 第六代（H300系）

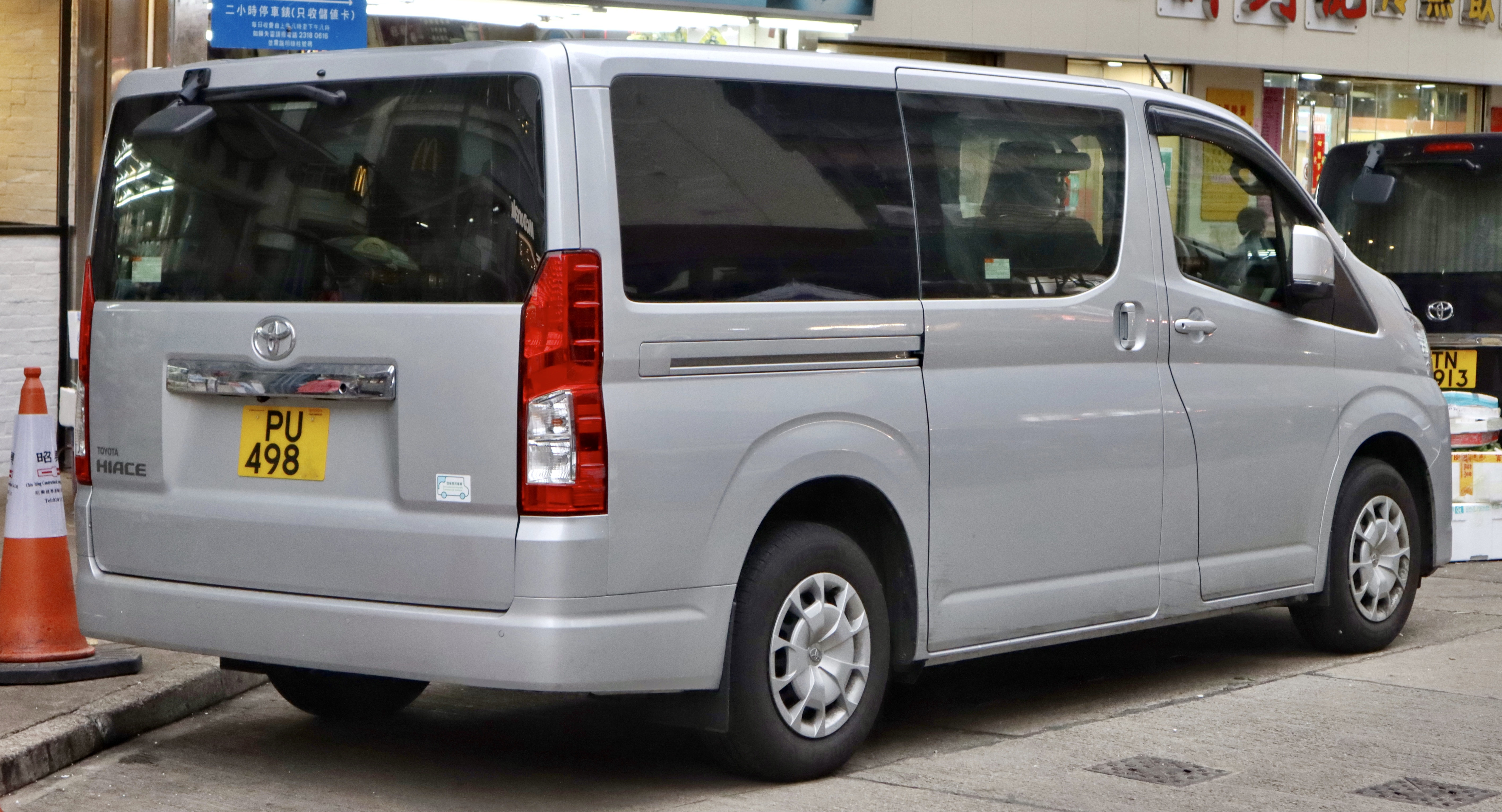
第六代Hiace車尾

2019年2月推出市場，最大的轉變就是採用兩箱式長頭設計，柴油引擎為1GD-FTV，馬力177匹。H300系只限出口，日本本土不會停售H200，不過日方另外以H300為基礎推出Granace，台灣亦有銷售。
標準版長度大幅增加到5,265mm，轉向半徑5.5米，

## 用途
Hiace車廂內籠偌大，用途廣泛，可以作為載客及載貨等基本用途，部分國家及地區更以此作為出租車、小型巴士、救護車及警察車。

## 銷售概況

### 中華民國（臺灣）
在台灣，國瑞汽車於1997年起生產Granvia（歐洲版第四代Hiace），並且取名Hiace Solemio，先後提供2.5公升與2.7公升兩具汽油引擎，在當時廣為政府機關與工商業界採用，主要競爭對手為中華汽車生產的三菱Space Gear。2008年停產，此後台灣本地不再生產Hiace車系。2019年9月和泰汽車導入第六代。

### 香港

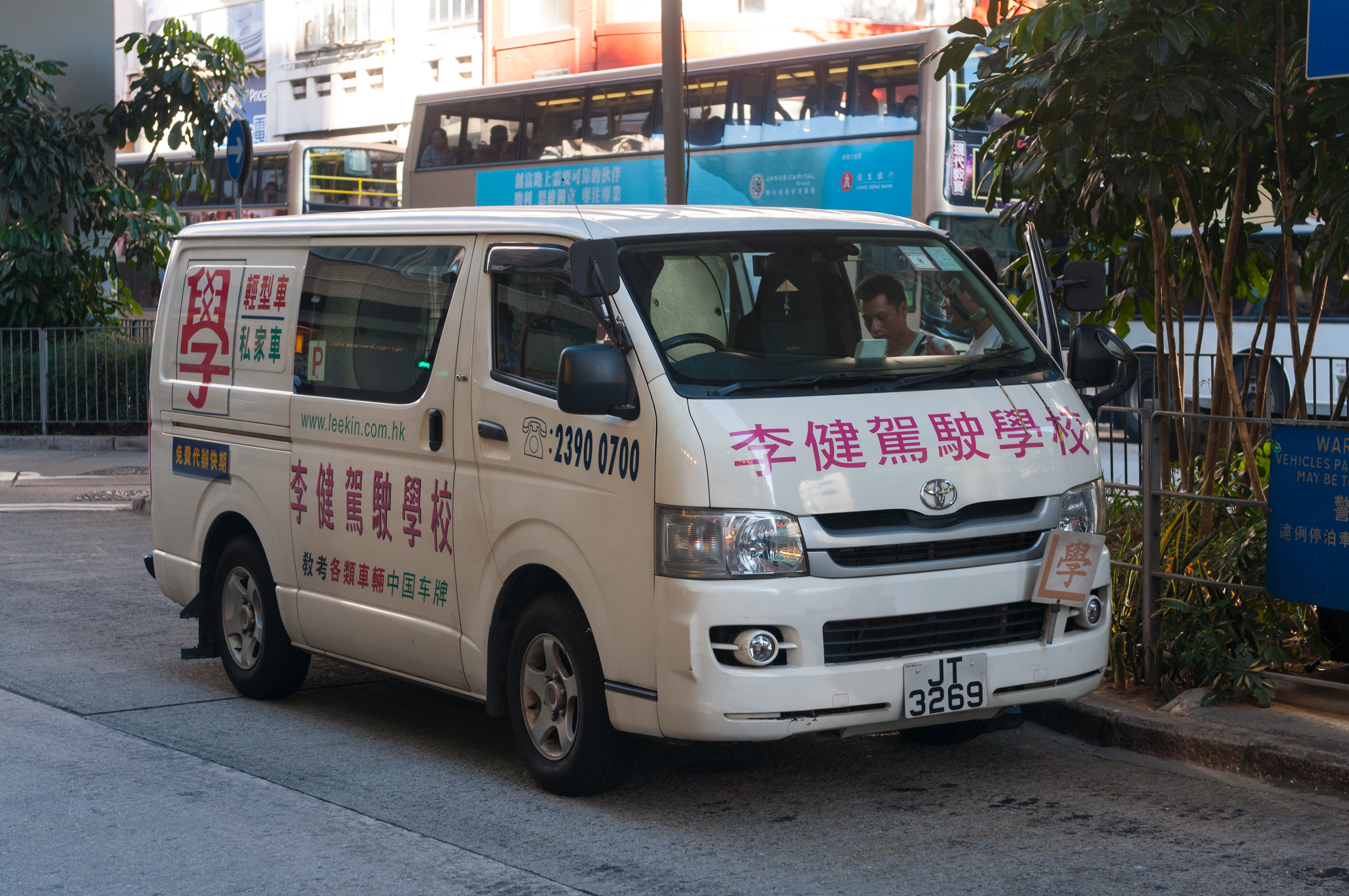
豐田Hiace教練車

香港於1970年代引進豐田Hiace，此後香港路面上大多數客貨車均採用豐田Hiace，原因是容易維修、省油、操控容易，而且耐用，深受歡迎。絕大部分駕駛學校例如香港駕駛學院，均是採用豐田Hiace作為教練車，另外，香港政府亦有為多個政府部門（如機電工程署、食環署、康文署、消防處、警務處、海關等）購置了多輛電油版豐田Hiace客貨車。直到政府實施柴油商用汽車15年使用期限之後，Hiace在香港的市場佔有率才下跌。

### 中國大陆

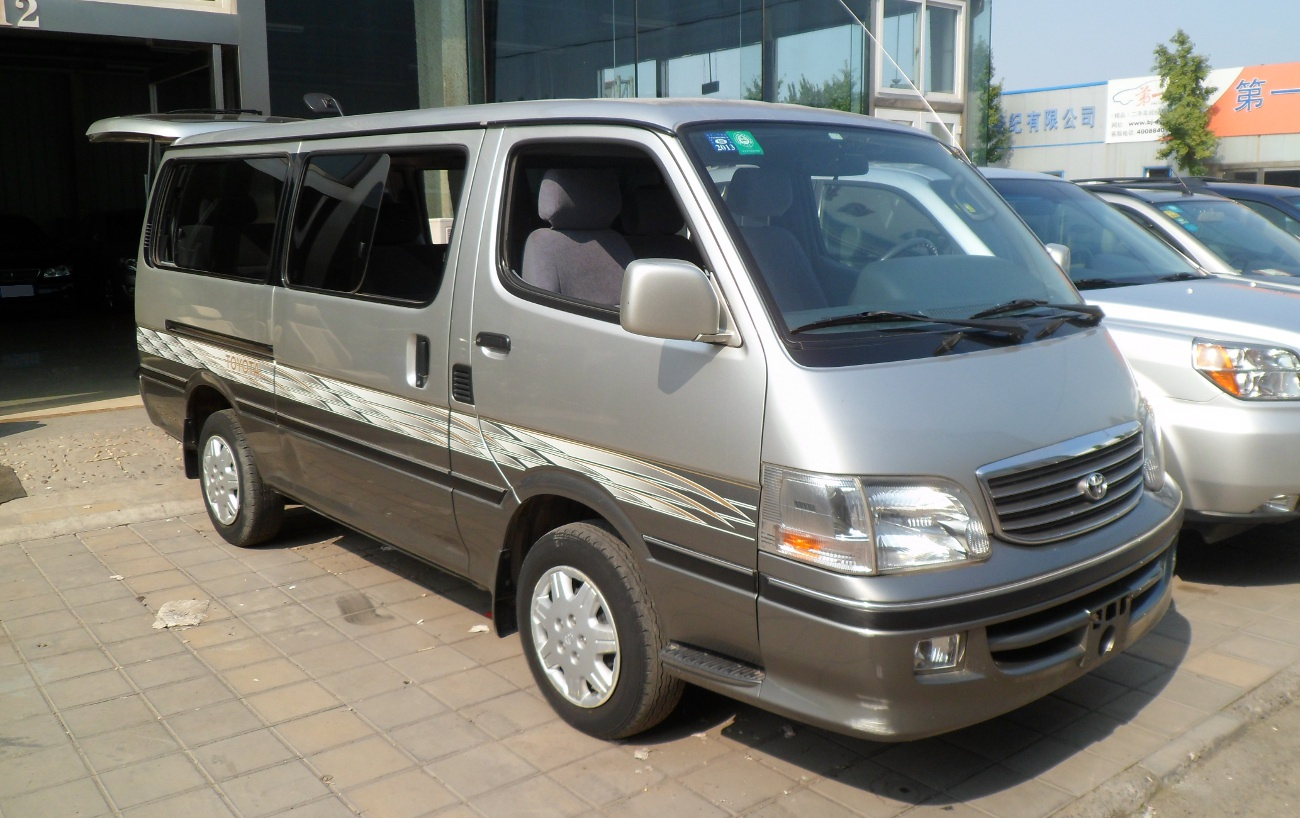
北京市一輛早期進口的載客用豐田Hiace

早於1980年代中國大陆已有豐田Hiace在全國各地行走。然而這些豐田Hiace大多不被用作載貨，而是載客，尤其是被酒店用作接載來賓。

### 東南亞

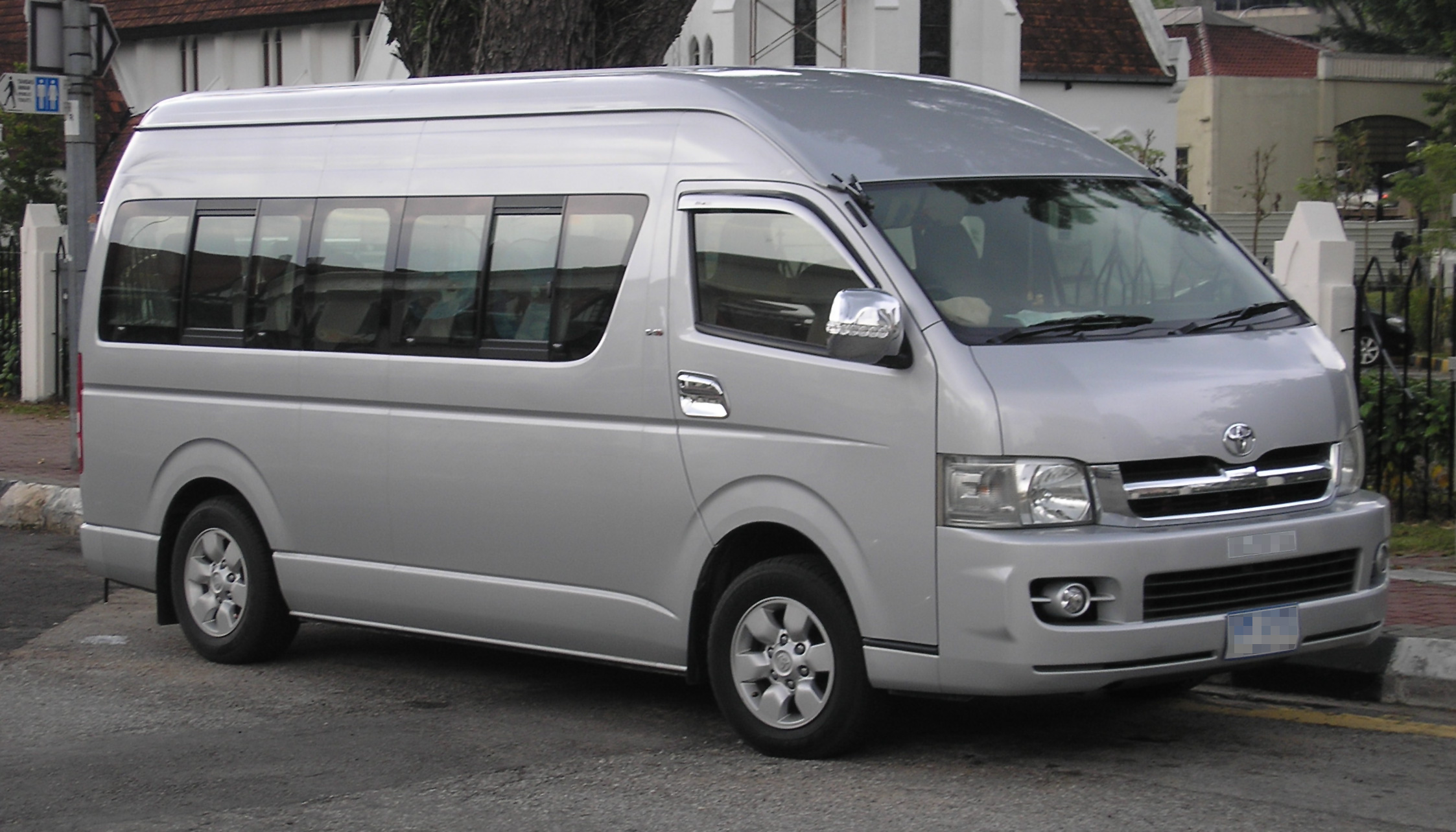
馬來西亞吉隆坡的豐田Hiace

亞洲不少國家例如泰國、菲律賓、馬來西亞、印度尼西亞、越南等等，都有豐田Hiace行走，除載貨外也有載客之用。

### 澳紐

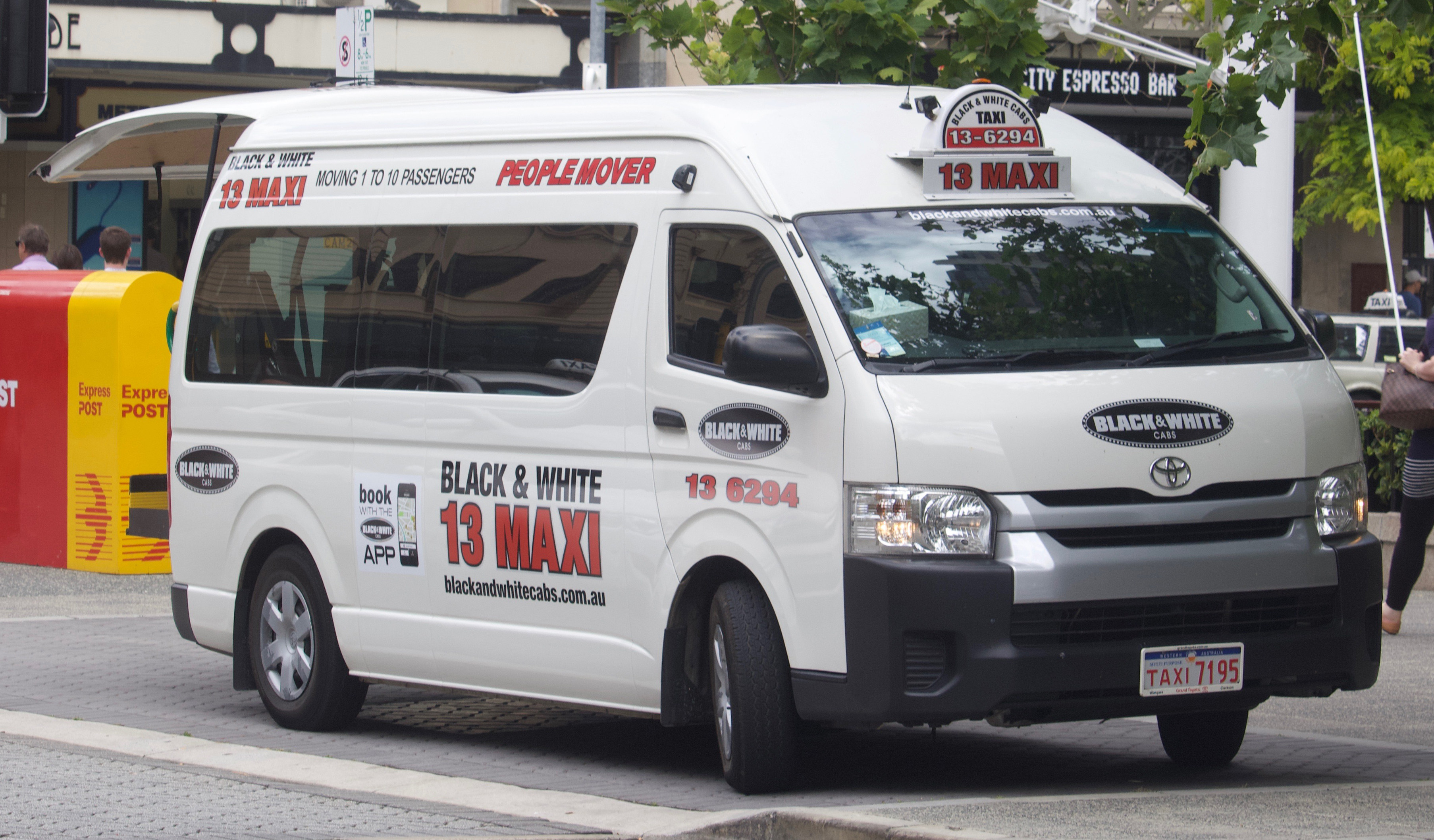
澳洲西澳省的豐田Hiace

澳洲、新西蘭都有豐田Hiace行走，除載貨外也有載客之用。

## 外部連結
- 豐田汽車網站（页面存档备份，存于）